# Ширін Нешат
Ширін Нешат (англ. Shirin Neshat, 26 березня 1957, Казвін) — іранська фотохудожниця і кінорежисерка, живе і працює в США.

## Біографія
Дочка лікаря і домогосподарки, зростала у вестернізованій сім'ї. Навчалася у Тегерані у католицькій школі. У 1979 році приїхала до Лос-Анджелеса вивчати історію мистецтва. Іранська революція зробила її емігранткою, відвідати батьківщину вона зуміла тільки у 1990 році. Світову популярність принесла серія фотографій «Жінки Аллаха» (1994—1997). У 2001 році зняла з Філіпом Глассом фільм «Passage». Постійно співпрацює з іранською композиторкою і вокалісткою Сусаною Дейхім.

## Твори
- The Women of Allah (1993-1997, серія фотографій)
- Turbulent (1998, відео-інсталяція)
- Rapture (1999, відео-інсталяція)
- Soliloquy (1999, відео-інсталяція)
- Fervor (2000, відео-інсталяція)
- Passage (2001, відео-інсталяція, з Ф. Ґлассом)
- Logic of the Birds (2002, подання, С. Дейхім)
- The Last Word (2003, відео-інсталяція)
- Mahdokht (2004, відео-інсталяція)
- Zarin (2005, відео-інсталяція)
- Munis (2008, відеофільм)
- Faezeh (2008, відеофільм)

## Персональні виставки
- 1996 — Мистецький центр сучасного мистецтва, Фрайбург.
- 1998 — Turbulent. Музей американського мистецтва Уїтні
- 1998 — Галерея Тейт, Лондон
- 1998 — Європейський дім фотографії, Париж
- 1999 — Rapture. Художній інститут Чикаго; Художній музей, Бонн
- 2000 — Художній музей, Даллас
- 2001 — Музей сучасного мистецтва, Монреаль
- 2002 — Замок Ріволі, Турин
- 2003 — Музей сучасного мистецтва, Х'юстон
- 2005 — Shirin Neshat: Women without Men and Other Works. Нова національна галерея, Берлін

## Визнання
- Відеофільми «Turbulent» (1998) і «Rapture» (1999) були нагороджені премією на XLVIII Венеціанської бієнале.
- Фільм Ширін Нешат «Жінки без чоловіків» (по однойменній книзі Шахрнуш Парсіпур) отримав премію «Срібний Лев» Венеціанського МКФ за режисуру (2009).
- Медаль Гете (2019)